# Сражение при Женола
Сражение при Женола (фр. Bataille de Genola) или битва при Фоссано 4 ноября 1799 года была встречным сражением между армией Габсбургской монархии под командованием фельдмаршала Меласа и французскими войсками генерала Жана Этьена Шампионне. Австрийская армия вытеснила французов с поля боя, нанеся ей тяжелые потери. 
Генерал Шампионне был назначен новым командующим французской Итальянской армией после смерти генерала Жубера в битве при Нови (15 августа 1799 г.) и прибыл в Геную 22 сентября.  После того как Шампионне за счет подкреплений довел свои войска до 45 000 человек, он взял на себя инициативу. Цель состояла в том, чтобы обойти оба фланга австрийцев и в сочетании с фронтальной атакой заставить их покинуть Пьемонт и отказаться от правого берега реки По, а также эвакуировать Милан. В свою очередь, Мелас и его начальник штаба генерал-майор Антон фон Цах, догадываясь о планах противника, обсудили диспозиции и немедленно решили бросить все свои силы на французские войска.
Австрийцы построили два моста через Стуру, по которым в ночь на 2 ноября перешли 40 батальонов и 44 эскадрона и образовали плацдарм. Затем австрийские войска продвинулись в разных направлениях и расширили занятую территорию. Австрийская армия оставалась на выбранной позиции до 3 ноября и имела в своем распоряжении около 29 000 человек для последовавшего сражения между Стурой и Граной.
Французский генерал Дюэм спустился с горы Женевр, овладел Пиньеролем и Салуццо. Шампионне, чтобы облегчить соединение с ним, выступил из Кони, двинулся 3 ноября на Савильяно с дивизиями Гренье и Мюллера, оставив дивизию Лемуана в Карру на правом берегу Стуры, и приказал Виктору двинуться из района Мондови на Фоссано, чтобы переправиться там через Стуру и присоединиться к главным силам. 
Утром 4 ноября противники начали сражение. Генерал Гренье вступил в бой с войсками фельдмаршал-лейтенанта Отта и Соммарива под Савильяно. Бой длился несколько часов, когда Митровский продвинулся от Сан-Лоренцо с 7 свежими батальонами слева от боевой линией Отта. Гренье был разбит и отброшен под Левальдиджи, так что Савильяно попал в руки австрийцев. В то же время резервная кавалерия Лихтенштейна четырьмя эскадронами прорвалась вперед и оттеснила отступающих французов за мост через Грану. После того, как Отт понял, что Савильяно твердо в его руках, он послал бригаду генерала Ауэрсперга на юг, на Воттиньяско, и вместе с остальными преследовал французов до Левальдиджи. В два часа дня он атаковал деревню Левальдиджи, но не встретил сопротивления и продвинулся к Ченталло. Французские войска продолжали отступление за Ченталло.  
Чуть позже, чем у Савильяно, началось сражение у Женола, где генерал Шампионне находился лично с дивизией Виктора. Виктор был атакован дивизиями Эльсница и Готтесхайма. Около полудня Мелас двинул войска Митровского на левый фланг противника. Дивизия Виктора, державшаяся до этого момента, вскоре должны были оставить поле боя и отступить на юг, к Мороццо, где  удерживалась против бригады Готтесхайма до следующего утра.
Дивизия генерала Дюэма с авангардом численностью около 3000 человек появилась от Салуццо на фланге австрийцев у Савильяно слишком поздно, через четыре часа, как был отброшен Гренье. Она оказалась в тылу у противника. Мелас бросил против этой опасности бригаду Соммарива, которая контратаковала. Так как авангарду Дюэма дополнительно угрожало наступление дивизии Латтермана, он был вынужден отступить снова к Салуццо. Атакованный на этой позиции генералом Каймом, он продолжал свое отступление на Пиньероль и перевалил обратно через гору Женевр.
Ночь окончательно положила конец борьбе. Посёлки Мадонна-дель-Ольмо, Ронки и Мороццо оставались занятыми французами, и отход к крепости Кони был еще свободен. Дивизия Лемуана оказалась отрезанной от Кони. Некоторые из ее подразделений были вынуждены сложить оружие. 
Австрийцы купили победу потерей около 2000 человек, в том числе 174 убитыми, 1948 ранеными и 225 пленными. Французы потеряли 3400 человек убитыми или ранеными, 4200 пленными и пять орудий. Генерал Шампионне отвел свои войска к Борго-Сан-Дальмаццо и Мондови. 
6 ноября Эльсниц взял лагерь Мадона-дель-Ольмо у подножия Тендского перевала. Гренье укрылся в лименском лагере, где был атакован. 12-го он очистил Ормеа и Понте-ди-Нава. 16-го генерал Соммарива занял Аржентьерский перевал. 15-го Провера вступил в графство Ницца.
Таким образом, наступление Шампионне закончилось неудачей. Его армия была везде отбита и отступила за Апеннины и Альпы. Крепость Кони капитулировала 3 декабря, и австрийцы приступили к активным действиям вокруг блокированной Генуи.